# Alkemisten
Alkemisten: en berättelse om att följa sina drömmar (originaltitel O alquimista) är en roman skriven av Paulo Coelho, och är en av världens mest sålda böcker genom tiderna. 
Boken publicerades 1988, på portugisiska, av ett litet förlag i författarens hemland Brasilien där den fick låga försäljningssiffror. Det var först 1994, när HarperCollins förvärvade utgivningsrättigheter till boken och den publicerades i USA, som försäljningen tog fart och nådde The New York Times Best Seller list. Sedan dess har boken översatts till 67 olika språk och sålts i mer än 65 miljoner exemplar i över 156 länder. 
Boken försöker få läsaren att följa sina drömmar och aldrig ge upp samt att leva i nuet. Det är en symbolisk, moralisk och filosofisk bok.

## Handling
Santiago är herde i Andalusien. Flera nätter i rad drömmer han om skatter vid foten av Egyptens pyramider. Som en följd av detta går han då till en spåkvinna som råder honom att följa sin dröm. Han tycker det är alldeles befängt, men möter sedan en konung från ett fjärran land som uppmanar honom att prova sin lycka. Med två magiska stenar beger han sig över havet till Afrika.
Efter att ha blivit lurad på sina pengar, som han fått genom att sälja alla sina får i Spanien, får han anställning hos en gammal man som driver en kristallbutik. Mannen är en drömmare men har emellertid inte valt att följa sina drömmar. Detta är ingenting som han ångrar, vilket Santiago visserligen tycker är konstigt, men likväl respekterar.
Efter att ha fått ihop en ansenlig summa pengar slår han följe med en engelsman på en karavan genom öknen som ska leda honom till Egypten, och skatten. Karavanen måste ta tillflykt till en oas, som sprudlar av liv och glädje.
I oasen möter Santiago sin stora kärlek, ökenkvinnan Fatima. Hon är mörk och vacker, och han lovar att han ska komma tillbaka till henne. Han träffar även en mäktig alkemist som inte bara forskat fram "de vises sten", utan också besitter förmåga att förvandla bly till guld. Alkemisten utpekar så småningom Santiago som lärjunge och berättar för honom om "världssjälen", passion och kärlek.

## Berättelsens ursprung
Handlingen har många bottnar med kopplingar till analytisk psykologi, egots utveckling och hjältens resa.

## Kritik
Kritiker av boken anser att den är svagt skriven, banal och fylld av klichéer samt att dess budskap, istället för att konstnärligt och subtilt levereras, slår läsaren i huvudet med sin uppenbarat. Det blir också otydligt vad en alkemist kan göra och inte, till exempel förvandla sig till en vind, vilket inte nämns i boken förrän Santiago gör det.